# Veribubo samarkandicus
Veribubo samarkandicus är en tvåvingeart som först beskrevs av Paramonov 1927.  Veribubo samarkandicus ingår i släktet Veribubo och familjen svävflugor. Inga underarter finns listade i Catalogue of Life.